# Ezio (Mercadante)
Ezio è un'opera in due atti di Saverio Mercadante, su libretto di Pietro Metastasio. La prima rappresentazione ebbe luogo al Teatro Regio di Torino il 2 febbraio 1827 ma non ebbe successo.
Gli interpreti della prima rappresentazione furono:
| Personaggio  | Interprete           |
| ------------ | -------------------- |
| Valentiniano | Luigi Mari           |
| Fulvia       | Teresa Melas         |
| Ezio         | Carolina Bassi       |
| Massimo      | Michele Cavara       |
| Onoria       | Caterina Pereno-Zani |
| Varo         | Giuseppe Brunelli    |

Il direttore e primo violino era Giovanni Battista Polledro, il maestro al cembalo Bernardino Ottani.

## Trama
La scena è in Roma, nel V secolo.
Il capitano romano Ezio, vincitore di Attila, viene ingiustamente accusato di infedeltà. Il patrizio Massimo cerca di coinvolgerlo in una congiura ma non vi riesce, allora ne sollecita la condanna, affinché gli alleati di Ezio si rivoltino contro l'imperatore Valentiniano. Alla fine però è proprio Ezio a salvare Valentiniano, dimostrandogli la propria lealtà e ottenendo la mano dell'amata Fulvia.

## Struttura musicale
- Sinfonia

### Atto I
- N. 1 - Introduzione, Cavatina di Valentiniano, Coro e Cavatina di Ezio Sciogli superba, o Roma - Se il mio ben mi si contrasta - Vieni, e trionfa, intrepido - Vinto è l'orgoglio d'Attila (Coro, Massimo, Onoria, Valentiniano, Ezio)
- N. 2 - Duetto Fulvia ed Ezio Dir ti vorrei col pianto
- N. 3 - Coro e Quintetto Fulvia felice! - Se fedele mi brama il regnante (Ezio, Valentiniano, Fulvia, Onoria, Massimo)
- N. 4 - Finale I La scure recida (Coro, Fulvia, Onoria, Massimo, Valentiniano, Ezio, Varo)

### Atto II
- N. 5 - Coro e Duetto fra Valentiniano ed Ezio Il duce invitto - Audace! alla tua sorte
- N. 6 - Aria di Onoria Sento che ancor mi palpita (Onoria, Coro)
- N. 7 - Terzetto fra Ezio, Fulvia e Valentiniano Ecco, alle mie catene
- N. 8 - Aria di Massimo Taci profonda voce
- N. 9 - Aria di Fulvia Ah non sono io, che parlo (Fulvia, Coro)
- N. 10 - Finale II Vendetta, vendetta (Coro, Valentiniano, Massimo, Ezio, Fulvia, Onoria, Varo)